# Турово (Суздальский район)
Турово — деревня в Суздальском районе Владимирской области России, входит в состав Селецкого сельского поселения.

## География
Деревня расположена в 9 км на север от райцентра города Суздаль.

## История
В конце XIX — начале XX века деревня входила в состав Торчинской волости Суздальского уезда, с 1924 года — в составе Владимирского уезда. В 1859 году в деревне числилось 45 дворов, в 1905 году — 59 дворов, в 1926 году — 82 дворов.
С 1929 года деревня являлась центром Туровского сельсовета Суздальского района, с 1940 года — в составе Мало-Борисковского сельсовета, с 1956 года — в составе Лопатницкого сельсовета, с 2005 года — в составе Селецкого сельского поселения.

## Население
| 1859 | 1905 | 1926 |
| ---- | ---- | ---- |
| 304  | 246  | 408  |

| 1859 | 1905 | 1926 | 2002 | 2010 | 2021 |
| ---- | ---- | ---- | ---- | ---- | ---- |
| 304  | ↘246 | ↗408 | ↘17  | ↘5   | ↗19  |